# John Deere modèle A
Le John Deere modèle A est un tracteur agricole produit par la firme John Deere dans son usine américaine de Waterloo dans l'Iowa entre 1934 et 1952.
C'est le premier tracteur de la marque disponible en version « Row-Crop », avec un train avant étroit lui conférant une excellente maniabilité et une bonne garde au sol. Environ 300 000 unités sont construites, le modèle bénéficiant, tout au long de sa période de production, d'améliorations techniques et esthétiques.
Il est diffusé en Europe dans le cadre du plan Marshall.

## Historique
À partir de 1923, International Harvester commence à produire les tracteurs de la gamme Farmall avec le modèle « Regular ». Ces tracteurs ont pour principale caractéristique de posséder un train avant composé de deux roues jumelées (« Row-Crop ») leur conférant une bonne maniabilité et leur permettant de circuler dans des cultures en ligne sans les endommager ; leur garde au sol plus importante les autorise à être équipés d'outils attelés sous le tracteur, avec une bonne visibilité pour le conducteur.
Ce concept rencontrant un grand succès auprès des agriculteurs, John Deere se doit de proposer un engin aux caractéristiques comparables, le modèle A, qui apparaît en 1934 et se différencie des tracteurs précédents de la firme, comme le modèle D. Il est conçu pour être économique à l'achat et à l'usage, critère capital dans le contexte de la crise économique des années 1930.
Le modèle A est le premier tracteur John Deere équipé de pneumatiques d'origine, les modèles précédents étant par défaut munis de roues entièrement métalliques. En 1939, le styliste Henry Dreyfuss revoit totalement l'esthétique du tracteur (modèle « Styled ») et, en 1947, l'engin est équipé d'un démarreur électrique en remplacement d'un dispositif manuel.
Environ 300 000 unités de ce tracteur sortent de l'usine de Waterloo entre 1934 et 1952, toutes versions confondues. Bien qu'il ne soit pas le plus courant, le John Deere modèle A fait partie des tracteurs introduits en Europe dans le cadre du plan Marshall.

## Caractéristiques

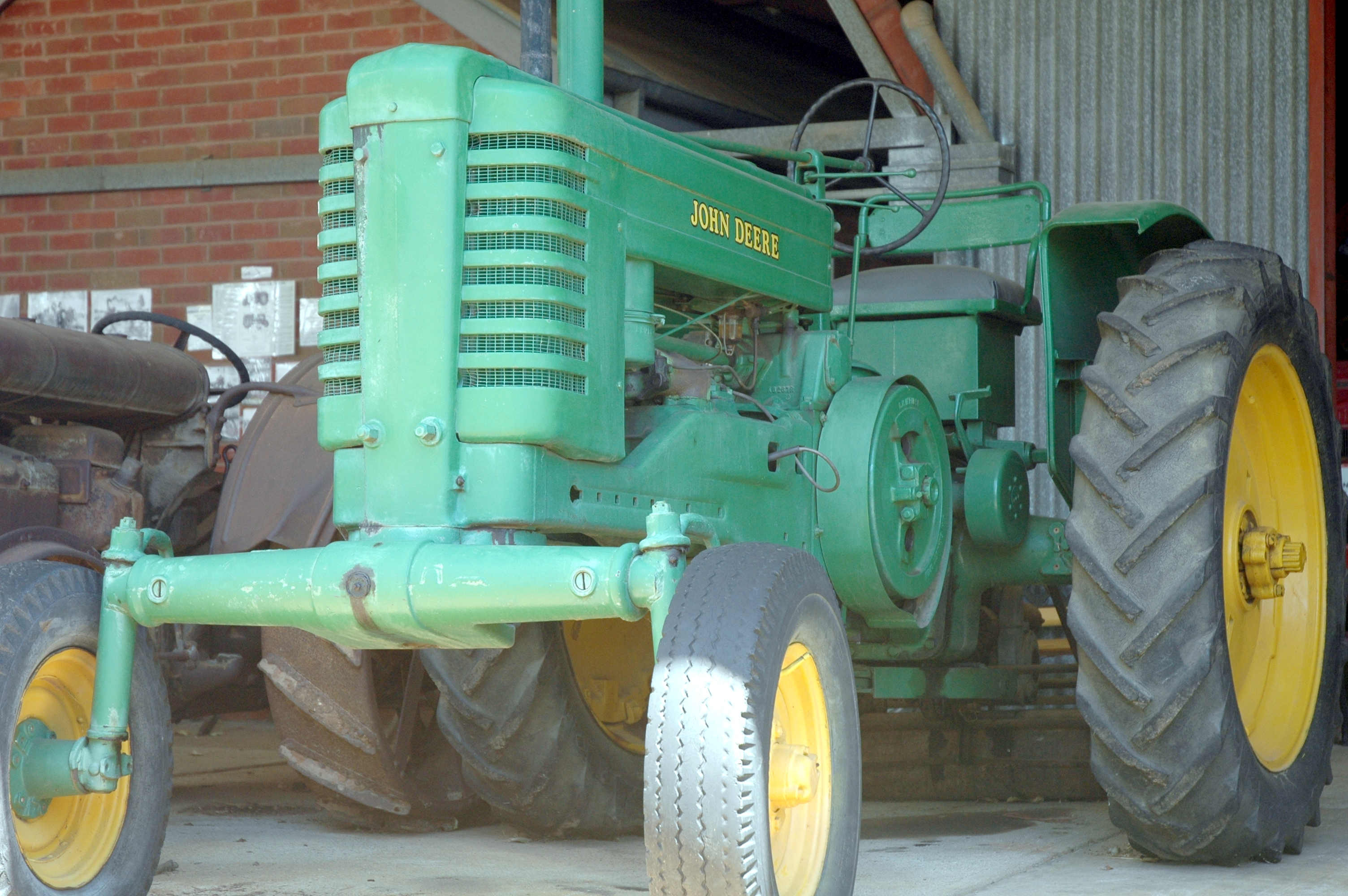
Modèle A à voie avant réglable.

Le modèle A reprend l'architecture du moteur monté sur le modèle D avec deux cylindres horizontaux en ligne acceptant tous les carburants ; la cylindrée s'établit à 5,1 L et le régime maximal de rotation à 975 tr/min. La puissance mesurée du tracteur s'établit à 14 kW (18,72 ch) à la barre de traction, 17,6 kW (23,63 ch) à la prise de force pour une puissance moteur estimée à 26,3 ch.
La boîte de vitesses à commande manuelle comporte quatre rapports avant et un rapport arrière permettant à l'engin de se déplacer, en marche avant, à la vitesse maximale de 10,1 km/h. En 1941, le constructeur propose une boîte de vitesses à six rapports avant.
Le tracteur, long de 3,14 m et large de 2,10 ou 2,19 m, possède une masse à vide de 1 715 kg.
Le modèle A est décliné en de nombreuses versions, « Row-Crop » (version de base), voie avant large, réglable ou non, monoroue avant, « Hi-Crop » (garde au sol importante), « Orchard » (avec des roues arrière carénées pour vergers).

## Modélisme
La compagnie Ertl (en) a reproduit à l'échelle 1:16 le modèle A dans sa version Row-Crop (Unstyled et Styled).